# Leslie Rich
Leslie George Rich (Somerville, Massachusetts, 29 de desembre de 1886 – Dade City, Florida, octubre de 1969) va ser un nedador estatunidenc que va competir a començament del segle xx.
El 1908 va prendre part en els Jocs Olímpics de Londres, on guanyà la medalla de bronze en els relleus 4x200 metres lliures, junt a Harry Hebner, Leo Goodwin i Charles Daniels. També diputà els 100 metres lliures del programa de natació, on fou quart.